# Ялунина (Камышловский район)
Ялунина — деревня в Камышловском районе Свердловской области России, входит в состав Калиновского сельского поселения.

## Географическое положение
Деревня Ялунина расположена в 10 километрах к западу-юго-западу от города Камышлова, на правом берегу реки Пышмы. В окрестностях деревни находится урочище Калиновские Покосы, а в 1,5 километрах к юго-востоку проходит Сибирский тракт, в 0,5 километрах к северо-западу проходит Свердловская железная дорога.

## Население
| 2002 | 2010 | 2021 |
| ---- | ---- | ---- |
| 17   | ↗18  | ↗37  |